# میربک اخمتعلیف
میربک اخمتعلیف (قرقیزی: Мирбек Ахматалиев؛ زادهٔ ۷ فوریهٔ ۱۹۹۴) بازیکن فوتبال است.
وی همچنین در تیم ملی فوتبال قرقیزستان بازی کرده‌است.